# 蘭州駅
蘭州駅（らんしゅうえき、中文表記: 兰州站）は、中華人民共和国甘粛省蘭州市城関区にある中国国家鉄路集団蘭州局が管轄する駅である。

## 駅構造
単式ホーム1面、島式ホーム4面で12本の線路を持つ地上駅である。

## 所属路線
- 中国国家鉄路集団
  - 隴海線：本駅が終点、連雲駅起点より1,759km
  - 蘭新線：本駅起点、ウルムチ南駅終点まで1,892km
  - 包蘭線：本駅が終点、蘭州東駅まで隴海線と共用、包頭駅起点より990km
  - 蘭青線：本駅起点、河口南駅まで蘭新線と共用、西寧駅終点まで187.4km

## 利用状況
本駅は隴海線、蘭新線、包蘭線、蘭青線の旅客、貨物を扱う一等駅である。2009年3月現在、一日に発着する旅客列車は116本で、北京を含む各地へ36本の始発列車がある。
西寧・ウルムチ方面への高速列車は当駅ではなく、蘭州西駅をターミナル駅とするようになったが、在来列車の多くは今でもこの駅を発着する。

## 駅周辺
- 蘭州大厦
- 蘭州賓館
- 迎賓飯店
- 蘭州バスターミナル
- 和平飯店
- 東方紅影院

## 歴史
- 1952年10月1日 - 蘭州東駅として開設[2]。当時は三等駅であった[3]。
- 1957年 - 駅名を蘭州駅に改称[2]。
- 1958年10月 - 包蘭線開通
- 1959年10月1日 - 蘭青線開通
- 1962年 - 蘭新線全通
- 1978年12月5日 - 大きく改築した[3]。
- 1985年5月28日 - 一等駅に昇格[3]。
- 2002年7月10日 - 大きく改築した[4]。
- 2015年9月30日 - 蘭州西駅と蘭州中川空港を結ぶ蘭中都市間鉄道が開通し、列車の多くがこの駅まで乗り入れるようになった。
- 2018年4月 - 「レール+カーシェア」サービス、当駅に於いて提供開始[5]
- 2019年1月20日 - 保安検査場移転と同レーン増設等の駅舎リニューアル完了[6]
- 2023年6月29日 - 蘭州軌道交通2号線開業。

## 隣の駅
中国鉄路総公司
隴海線
桑園子駅 - 蘭州東駅 - 蘭州駅
蘭新線・蘭青線
蘭州駅 - 蘭州西駅
包蘭線
水源駅 - 蘭州東駅 - 蘭州駅